# Khu vực Gò Sáu Ngọc
Khu vực Gò Sáu Ngọc tọa lạc tại ấp Phước Thuận, xã Phước Lâm, huyện Cần Giuộc, tỉnh Long An, Việt Nam.

## Giải thích tên gọi
Tháng 4 năm 1930, Hồ Văn Long và một số cộng sự từ Bà Điểm đến Phước Lâm hoạt động đã bắt liên lạc với gia đình ông Bùi Bổn Phận (nhà ở trên khu gò, sau để lại cho bà Trang Thị Ngọc, địa phương quen gọi là "gò Sáu Ngọc") và có thời gian ở lại đây để hoạt động cách mạng.
Sau một thời gian tuyên truyền, vận động thử thách Chi bộ Đảng đầu tiên ở Phước Lâm đã ra đời vào năm 1930 do đồng chí Phận làm Bí thư với một số đồng chí như: Bùi Bổn Phận, Lê Minh Hào, Trương Văn Do và một số người khác,...

## Ý nghĩa lịch sử
Là nơi thành lập chi bộ Đảng đầu tiên của huyện Cần Giuộc (năm 1930).
Chi bộ Đảng ra đời đa đánh một bước ngoặt quan trọng đối với phong trào đấu tranh của nhân dân địa phương. Ngay sau khi thành lập Chi bộ đã lãnh đạo cuộc đấu tranh như: đốt phá nhà hội Thuận Thành (ngày 1/5/1930) phối hợp với các địa phương khác khắp vùng Cần Đước – Cần Giuộc tham gia cuộc biểu tình ở Gò Đen năm 1930. Từ đây người dân và phong trào cách mạng ở Phước Lâm đã bước lên một bước mới đã có người lãnh đạo để từng bước đấu tranh giành quyền sống thật sự của con người.

## Di tích cấp tỉnh
Ngày 19 tháng 4 năm 1993, UBND tỉnh Long An ban hành Quyết định số 851/1993/QĐ-UBND xếp hạng Khu vực Gò Sáu Ngọc di tích lịch sử – văn hoá cấp tỉnh.